# Pedodonzia
La pedodonzia (dal greco παῖς, παιδός: «bambino» + ὀδούς, ὀδόντος: «dente»), detta anche odontoiatria pediatrica o odontoiatria infantile, è una branca dell'odontoiatria.
Essa si fonda sulle conoscenze di base fornite dalle scienze odontoiatriche, mediche e comportamentali, applicate alla situazione specifica di sviluppo - normale o patologica - del bambino, dalla nascita alla pubertà. Dall'odontoiatria infantile dipendono quindi la diagnosi ed il trattamento di malattie, sindromi ed affezioni che interessano primariamente il sistema anatomico dentale. Non è da escludere, comunque, la sua partecipazione alla gestione clinica delle alterazioni cranio-mandibolari.

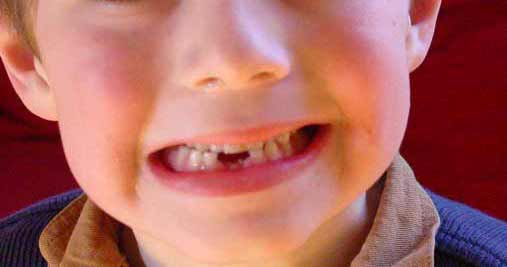
Un bambino che ha perso i denti incisivi

## Prospettiva storica
Nel 1743 Robert Bunon pubblica un libro dal titolo Essay sur les Maladies des Dentes, ove oltre ad indicare le malattie proprie degli elementi dentari, tratta lo sviluppo della dentizione primaria e quindi la crescita degli elementi dentari durante l'infanzia. In termini eziologici, Bunon specifica il rapporto che correla la mineralizzazione del dente con le abitudini alimentari e la salute della madre durante l'età gestazionale. Egli studia, inoltre, le complicanze oro-dentali derivanti da malattie infettive tipiche dell'età evolutiva. Le infezioni oro facciali possono infatti danneggiare la struttura dei denti decidui e degli omologhi permanenti ad essi sottostanti.
Nel 1766 a Vienna Adam Anton Brunner nell'opera Enleitung zur nothingen Wissenschaft eines Zahnartes commette l'errore di ritenere la dentatura decidua composta da 24 denti privi di radici.
Nel 1789 a Firenze Antonio Campani mette in guardia dal rischio di spaventare i "piccoli fanciulli", così come li definisce; nel caso in cui si debba procedere ad avulsioni dentarie si inizierà da quella meno traumatica e dolorosa. Egli inoltre sottolinea la correlazione fra il rachitismo e la possibilità che i denti decidui erompano tardivamente. Nel caso di tali dentizioni difficili, a suo dire - causanti febbri e convulsioni, l'autore raccomanda l'utilizzo di miele rosato o miele di more sulla gengiva dolente. Il bambino sarebbe stato tenuto a dieta (non propriamente per il dolore gengivale da eruzione ma per gli squilibri acidi che caratterizzano la digestione durante la febbre) e ogni procedura chirurgica (il taglio della gengiva per facilitare l'eruzione) sarebbe stata autorizzata dai genitori. Il capo del paziente in questi casi sarebbe stato appoggiato al corpo del Professore (così come descrive l'odontoiatria specializzato dell'epoca) durante la manovra di avulsione, ovviamente operata mediante strumentario specifico.
Nel 1790 a New York John Greenwood si dedica alla terapia odontoiatrica infantile specificando che il trattamento dovesse essere regolare. Egli fu il dentista di George Washington. 30 anni più avanti C.F. Delabarre si fa carico del trattamento odontoiatrico di un gran numero di orfani parigini dopo la guerra in quel periodo. Suo figlio, anch'egli dentista, si occupò di diffondere l'utilizzo dell'anestesia generale in Francia, mediante etere solforico.
Fu però A.F. Talma nel 1851 a proporre la prima terapia odontoiatrica regolare e sistematica. Questa avrebbe previsto, per la prima volta, visite periodiche di controllo di tutti i bambini di età compresa fra i 5 e i 6 anni. Talma era il dentista del re Leopoldo I del Belgio. La terapia divenne quindi sempre più organizzata, in Belgio ed in molti altri Paesi.
Perché tale crescente interesse per la terapia odontoiatrica infantile? Tale tendenza sarebbe da imputare alla diffusione, fra il 1893 ed il 1895, di numerosi studi epidemiologici sulla patologia cariosa infantile. La comunità scientifica, quindi, si sentì sollecitata ad organizzare - assieme alle amministrazioni dell'epoca - servizi di sanità pubblica prestati nei riguardi dei pazienti per il soddisfacimento del bisogno collettivo di salute orale e quindi per arginare il fenomeno patologico: 80% dei bambini era infatti affetto da carie dentale ma solo poche migliaia di essi avrebbero ricevuto, in quegli anni, una terapia odontoiatrica risolutiva.
Ecco che a Strasburgo nel 1902 fu fondata la prima clinica odontoiatrica: municipale, accademica e ad indirizzo pediatrico. Il dentista danese Marinus Kiaer, per esempio, era impegnato in controlli odontoiatrici settimanali eseguiti in scuole pubbliche della propria provincia, alla presenza del maestro e dei piccoli allievi attorno al paziente trattato. I servizi odontoiatrici, quindi, si concentrano gradualmente nella popolazione scolastica, limitandosi però alla terapia ricostruttiva dell'elemento dentario permanente. Non che questo avesse un fondamento medico razionale: era semplicemente dovuto al fatto che i dentisti avrebbero potuto curare più facilmente solo quei bambini ovvero coloro appartenenti alla popolazione scolastica, più facilmente raggiungibile nelle scuole. Sappiamo, invece, quanto sia fondamentale anche il trattamento odontoiatrico degli elementi dentari decidui oltre che permanenti.
La scuola odontoiatrica danese, prima fra tutte, convinta di poter migliorare i dati epidemiologici sulla prevalenza ed incidenza della patologia cariosa, fonda un servizio di terapia odontoiatrica sistematica per l'incremento della salute orale nei bambini in età pre-scolare, nei bambini in età scolare, nei giovani. Nasce pertanto la ricerca di interventi preventivi, diagnostici e terapeutici.

## Disciplina accademica
L'odontoiatria pediatrica o infantile costituisce solitamente un corso integrato ufficiale nei corsi di laurea magistrale a ciclo unico in odontoiatria e protesi dentaria. Il corso è costituito da l'insegnamento della Pediatria generale e specialistica (MED 38, disciplina medica di rilevanza odontoiatrica) e della Pedodonzia propriamente detta (MED 28, discipline odontoiatriche e radiologiche). L'insegnamento della pediatria generale e specialistica, a corredo dell'odontoiatria pediatrica, contempla solitamente i seguenti argomenti: neonatologia, crescita e sviluppo, modelli di crescita, malattia gastrointestinale e manifestazioni orali della stessa, craniostenosi e cranio-facio-stenosi; sia semplici che complesse. Nell'ambito della craniostenosi l'attenzione è solitamente rivolta alla morfologia strutturale cranica e maxillo mandibolare. Quest'ultima, aberrante, è causa di alterazioni respiratorie, sindrome delle apnee notturne nel bambino, patologia della postura linguale e linguo-ioidea, difetti gravi di sviluppo mandibolare e mascellare, con particolare riferimento alla forma del palato, ai diametri delle basi ossee (in particolare il diametro trasversale del palato), alla morfologia delle arcate dentarie, all'affollamento dentale, alla inclusione patologica, alla patologia malformativa a carico dello smalto e della dentina. Tali argomenti sono infatti propedeutici allo studio dell'ortopedia dento-maxillo-facciale (ortognatodonzia) che colloca gran parte delle proprie terapie ortopediche in età scolare e adolescenziale. Riassumendo, lo specialista in odontoiatria e protesi dentaria dovrebbe acquisire conoscenze relative sì alla Patologia dell'Apparato Stomatognatico, ma comprese le correlazioni e le implicazioni mediche sistemiche della stessa.
Sono attive, inoltre, Scuole di Specializzazione post laurea in Odontoiatria pediatrica. Secondo quanto previsto dall’articolo 2 bis del Decreto legge 29 marzo 2016 n. 42, la scuola è attivata in deroga alle disposizioni di cui al comma 1 dell’articolo 8 della Legge 401/2000. Pertanto, l’immatricolazione ai corsi non comporta la stipula del contratto di formazione specialistica. "A differenza degli Specializzandi di Area medica, per i quali il decreto ministeriale che ogni anno bandisce il concorso prevede la obbligatoria corresponsione di una borsa di studio in favore dei vincitori, il decreto in esame lascia, infatti, alla facoltà dei singoli Atenei la possibilità di erogare una borsa di studio in favore di questi studenti o meno." La durata della scuola di specializzazione è di 3 anni accademici e prevede l’acquisizione complessiva di 180 CFU.  Lo specialista in Odontoiatria Pediatrica deve avere maturato conoscenze teoriche, scientifiche e professionali relative alla fisiologia della crescita, dello sviluppo psicologico, sociale ed intellettivo del soggetto in età evolutiva e alla fisiopatologia, clinica, terapia e prevenzione delle malattie specialistiche odontostomatologiche in età pediatrica anche nei soggetti affetti da patologie sistemiche; sono specifici ambiti di competenza, oltre alla Odontostomatologia pediatrica, la semeiotica funzionale e strumentale, la fisiopatologia, la clinica e la terapia intercettiva precoce delle malocclusioni. Lo specializzando, durante il percorso formativo di 3 annualità, esegue dalla fase diagnostica alla guarigione clinica e sotto specifico controllo tutoriale, i seguenti interventi: - 50 Visite odontostomatologiche pediatriche ambulatoriali e/o sul territorio - 10 Gestione clinica del paziente pediatrico con necessità speciali - 50 Diagnosi e Terapia in Odontoiatria Conservativa Pediatrica - 20 Diagnosi e Terapia in Endopedodonzia - 10 Diagnosi e Terapia in Chirurgia Orale Pediatrica - 10 Videat (visite) di Patologia orale pediatrica - 20 Diagnosi e Terapia in Ortopedodonzia.

## Crescita e sviluppo
La crescita rappresenta il fenomeno biologico che da solo permette di distinguere la Pediatria dalla Medicina dell'adulto, perché il bambino cresce e l'adulto no. L'accrescimento è la variazione in aumento della massa di un essere vivente nel tempo. Lo sviluppo consiste nella definizione dell'organizzazione biologica dell'organismo intesa sia in senso morfologico che funzionale. Essa si esplica mediante processi di differenziazione del fenotipo e maturazione somatica, scheletrica e sessuale. Si basa su eventi di iperplasia cellulare, ipertrofia e iperplasia assieme e infine di ipertrofia cellulare. Fattori di accrescimento e sviluppo sono distinti in intrinseci (genetica, fattori etnico-razziali, sesso, fattori neuroendocrini) ed estrinseci (alimentazione, ambiente di crescita)  I periodi di crescita e sviluppo possono essere così definiti dal punto di vista cronologico: neonato (prime 4 settimane di vita), lattante (dal primo mese al primo anno di vita), prima infanzia (fino al terzo anno di vita), seconda infanzia (fino al sesto anno di vita), età scolare (dal sesto anno all'inizio dello sviluppo puberale), età adolescenziale (11-18 anni di vita, inizia dallo sviluppo puberale). La crescita staturale secondo Karlberg si evolve in 3 periodi o fasi: infanzia propriamente detta (fino al secondo anno di età), fanciullezza, pubertà (decimo anno nella donna e picco di crescita ad 11 anni e mezzo-12; dodicesimo nell'uomo e picco di crescita a 13 anni e mezzo-14). La valutazione dei parametri antropometrici prevede lo studio della crescita staturale, della crescita ponderale, delle proporzioni corporee, della circonferenza cranica. Anomalie della circonferenza cranica sono la microcefalia e la macrocefalia. Una causa post-natale di microcefalia, di interesse odontostomatologico, è la craniostenosi ovvero la precoce chiusura delle suture craniche. Cause di macrocefalia, invece, sempre di interesse odontostomatologico: il rachitismo congenito, l'osteogenesi imperfetta e le displasie ossee. La presenza di anomalie della circonferenza cranica prevede un esame neurologico o neurochirurgico, un esame della cute e delle mucose (esempio discromie), un esame maxillo facciale per la ricerca di dismorfismi, un esame otorinolaringoiatrico per la valutazione della pervietà delle vie aeree, esame del cariotipo, potenziali visivi, potenziali acustici, esame psichiatrico ed infine esame ortognatodontico-odontoiatrico.

## Terapia endodontica
La terapia endodontica degli elementi dentari decidui è il secondo principale obiettivo della pedodonzia, dopo la terapia conservativa. La carie dentaria è un processo patologico che interessa esclusivamente i tessuti duri del dente. La polpa dentaria partecipa sì alla lesione patologica globale ma non perché interessata dal processo carioso, ma perché raggiunta o direttamente da microrganismi o indirettamente da tossine ed enzimi batterici; questi ultimi stimolano ed instaurano un processo pulpare infiammatorio e giungono così a contatto con la polpa veicolati dalla breccia cariosa penetrante. In tali casi, parleremo quindi di carie penetrante o più propriamente di carie complicata da pulpite. La pulpite è una complicanza abituale piuttosto frequente della carie dentaria soprattutto nel dente deciduo caratterizzato da ampio volume pulpare e scarsa componente dentinale. La breccia cariosa inoltre espone direttamente un moncone pulpare alla cavità orale, questo viene quindi contaminato dai microrganismi residenti.

## Biologia dell'eruzione e della permuta
L'eruzione verticale degli elementi dentari della prima dentizione inizia al sesto mese del primo anno di vita del lattante. Se tali elementi erompono durante i primi 30 giorni di vita, invece, essi sono definiti denti neonatali. Se sono presenti già alla nascita, sono invece definiti denti congeniti, denti fetali o dentitione praecox.  Il sistema stomatognatico attraversa tre distinte fasi di dentizione, la fase della dentizione decidua, la fase della dentizione mista, la fase della dentizione permanente. L'eruzione dentale è l'evento biologico che determina la migrazione dell'elemento dentale dalla compagine ossea nella quale è temporaneamente incluso alla posizione funzionale che esso assume in arcata. La forza biologica che sostiene tale movimento verticale viene definita "vis a tergo" ed è determina dal vettore di crescita della radice dell'elemento dentario che erompe. Una noxa patogena che agisce in questa fase potrebbe determinare una inclusione dentale patologica e quindi la ritenzione del dente nella compagine ossea. Se l'eruzione posizionale determina la posizione funzionale del dente in arcata, l'inclusione intraossea rappresenta una anomalia di eruzione, quindi un impedimento all'eruzione stessa. 

## Chirurgia orale infantile
La carie ed il processo infettivo periapicale di un elemento dentario deciduo rappresentano indicazioni di avulsione dentaria quando l'elemento dentario deciduo è prossimo alla permuta e quando si necessita di prevenire l'estensione del processo infettivo all'omologo permanente sotteso.
L'anchilosi di un elemento deciduo può ostacolare la normale eruzione del permanente e provocarne o l'eruzione ectopica o l'inclusione. Anche in questo caso di ricorrerà quindi all'avulsione dentaria.
L'elemento dentario coinvolto in rima di frattura delle ossa mascellari, sia qualora rappresenti un ostacolo alla riduzione dei monconi della frattura e sia quando presenti lesioni traumatiche non suscettibili di terapia (fratture radicolari orizzontali a carico dei due terzi coronali della radice; fratture verticali), viene avulso. Viene sottoposto all'avulsione anche quando possa causare una infezione della rima di frattura stessa, impedendo così il processo di guarigione e consolidamento del callo osseo. Attenzione a distinguere la frattura dentale dalla frattura mascellare, esse possono essere anche concomitanti a seguito di evento traumatico.
Nei casi di grave affollamento dentale, la terapia ortodontica prevede una fase pre-chirurgica che sottoposte all'avulsione solitamente i premolari erotti (il quarto o il quinto elemento a seconda della dimensione mesio distale che si vuole ri-ottenere in arcata)

## Scienze comportamentali in odontoiatria
Il dialogo come terapia deve essere utilizzato in presenza sia di specialisti sia dei genitori, per permettere al bambino di superare le sue paure, soprattutto per quanto riguarda quella del dolore, in possibile presenza di procedure che possono essere adottate, come chirurgia e trattamenti ortodontici ove necessari